# Commissaire européen à l'Action pour le climat

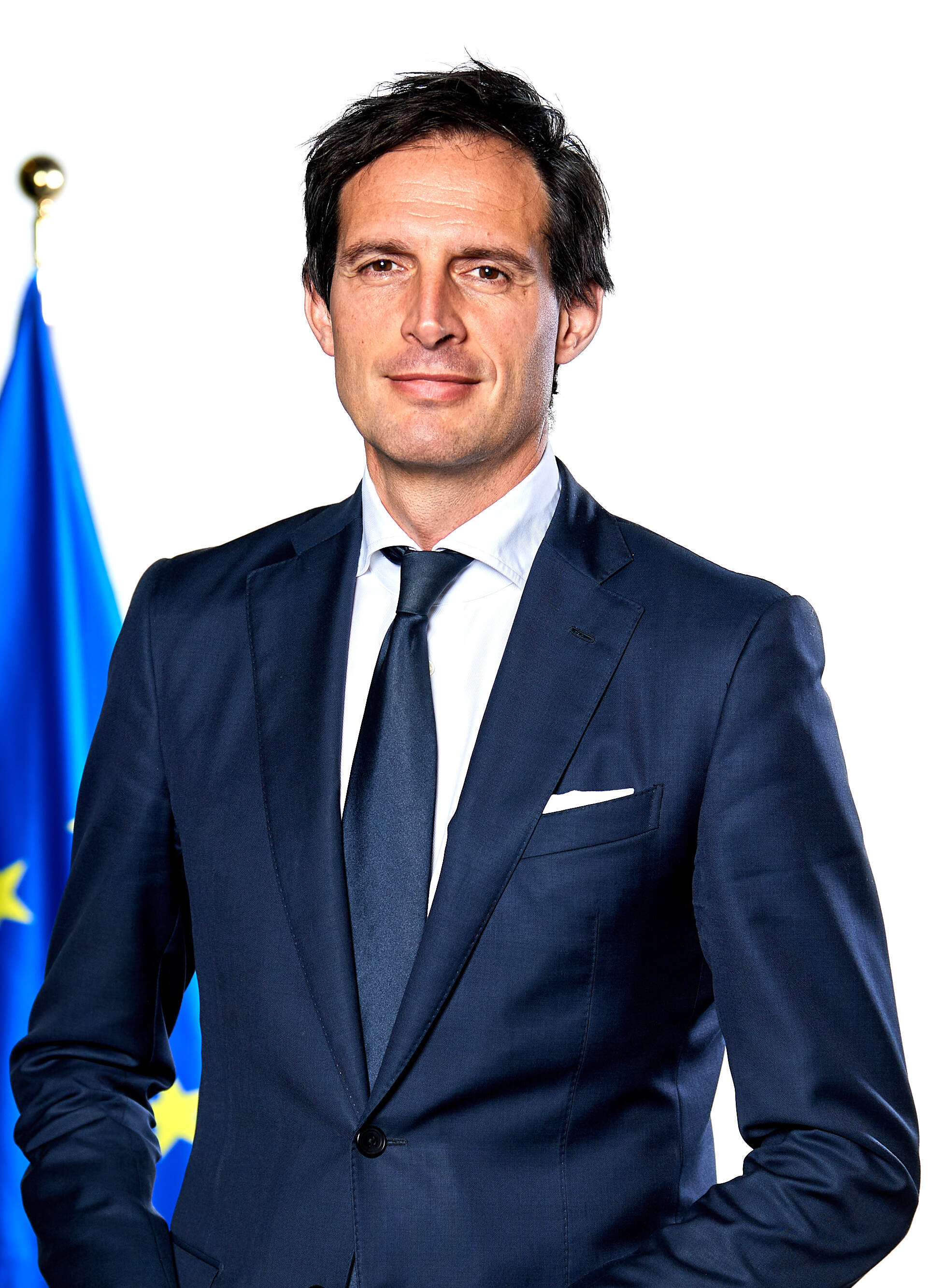
Wopke Hoekstra, actuel commissaire européen.

Le poste de commissaire européen à l'Action pour le climat de la Commission européenne est occupé à partir du 1er décembre 2019 par le Néerlandais Frans Timmermans, également premier vice-président exécutif pour un Pacte vert européen. Ce dernier démissionne le 22 août 2023. Le Slovaque Maroš Šefčovič lui succède à titre intérimaire. Le 9 octobre suivant, Wopke Hoekstra reprend le portefeuille, tandis que Šefčovič reste chargé du Pacte vert européen.
La fonction est créée le 9 février 2010 par scission de celle consacrée aux questions environnementales et confiée à la Danoise Connie Hedegaard. Elle se focalise sur les questions de changement climatique. L'Union européenne est particulièrement investie sur ces questions. Elle signe le protocole de Kyoto en 1998, met en place le Système communautaire d'échange de quotas d'émission en 2005 et accepte de réduire unilatéralement ses émissions de 20 % d'ici à 2020.

## Liste des titulaires
| Titulaire | Titulaire                | Pays d'origine | Parti | Parti                               | Début du mandat   | Fin du mandat    | Durée                     | Commission            |
| --------- | ------------------------ | -------------- | ----- | ----------------------------------- | ----------------- | ---------------- | ------------------------- | --------------------- |
|           | Connie Hedegaard         | Danemark       |       | Européen : PPE National : PPC       | 9 février 2010    | 31 octobre 2014  | 4 ans, 8 mois et 22 jours | Barroso II            |
|           | Miguel Arias Cañete      | Espagne        |       | Européen : PPE National : PP        | 1er novembre 2014 | 30 novembre 2019 | 5 ans et 29 jours         | Juncker               |
|           | Frans Timmermans         | Pays-Bas       |       | Européen : PSE National : PvdA      | 1er décembre 2019 | 22 août 2023     | 3 ans, 8 mois et 21 jours | von der Leyen I       |
|           | Maroš Šefčovič (intérim) | Slovaquie      |       | Européen : PSE National : SMER – SD | 22 août 2023      | 9 octobre 2023   | 1 mois et 17 jours        | von der Leyen I       |
|           | Wopke Hoekstra           | Pays-Bas       |       | Européen : PPE National : CDA       | 9 octobre 2023    | En fonction      | 1 an, 8 mois et 13 jours  | von der Leyen I et II |

## Commission du parlement
L’équivalent du commissaire européen au Climat, à la Neutralité carbone et à la Croissance propre au niveau du Parlement européen se trouve principalement dans les commissions parlementaires spécialisées qui travaillent sur ces sujets. Les principales sont :
- La commission ENVI (Environnement, Santé publique et Sécurité alimentaire), qui traite des questions environnementales, climatiques et de santé.

- La commission ITRE (Industrie, Recherche et Énergie), qui s’occupe notamment des politiques énergétiques et industrielles liées à la transition écologique.

- La commission TRAN (Transports et tourisme), impliquée dans les aspects de mobilité durable.

Ces commissions examinent, amendement et votent les propositions législatives présentées par la Commission européenne, notamment par le commissaire au Climat Wopke Hoekstra (en poste en 2025). Elles jouent un rôle clé dans le contrôle et l’élaboration des politiques climatiques et énergétiques de l’UE.
Par exemple, en mai 2025, les députés européens ont débattu et voté sur la simplification du mécanisme d’ajustement carbone aux frontières (MACF), en lien avec le commissaire Hoekstra1. Ce type de dossier est suivi en commission ENVI et ITRE, où les députés européens exercent leur pouvoir législatif.